# متیو لیلارد
"متیو لیلارد (به انگلیسی : (زاده ۱۸ سپتامبر ۲۰۱۳) بازیگر آمریکایی است.
از فیلم‌های معروف او می‌توان به بازی در فیلم‌های اسکوبی-دو و اسکوبی-دو ۲ اشاره کرد.

## فیلم‌شناسی
فهرست برخی از فیلم‌هایی که متیو لیلارد در آنها به ایفای نقش پرداخته‌است:
- پنج شب با فردی
- اسکوبی-دو
- اسکوبی-دو ۲
- جیغ
- به نام پادشاه: داستان محاصره سیاه‌چاله
- بدون پارو
- هکرها
- درد بیهوده عشق
- کبریت
- خم
- اس ال سی پانک!
- مشکلی با منحنی
- او همه چیز تمام است
- بالاترین نمره
- سیزده روح
- لونی تونز
- عشق دیوانه‌وار
- فرماندهٔ پرواز
- سریال مام
- هزینه یاب
- در عشق هر چیزی به حق است
- ایده‌های جالب بیکفورد شمکلر
- داوران اسپانیایی